# 커크 캐머런
커크 캐머런(Kirk Cameron, 1970년 10월 12일 ~ )은 미국의 배우이다.

## 출연 작품
- 하몬드 가의 비밀